# La Reine des hommes-poissons
Pour plus de détails, voir Fiche technique et Distribution.
La Reine des hommes-poissons (La regina degli uomini pesce) est un téléfilm d'aventure fantastique italien réalisé par Sergio Martino et diffusé pour la première fois à la télévision en 1995.
Il s'agit d'une suite de Le Continent des hommes-poissons (1979).

## Synopsis
Afin de s'échapper d'une ville en ruine aux mains d'une bande de barbares, deux adolescents rencontrent par hasard Socrate, un homme qui les guide jusqu'à une petite île tropicale apparemment vierge, épargnée par l'holocauste nucléaire. Mais l'île est dominée par une reine aussi belle que diabolique, qui utilise une race hybride d'hommes-poissons pour terroriser la population et la soumettre à sa volonté. Les deux garçons décident de collaborer avec une princesse héroïque, qui dirige une alliance révolutionnaire afin de renverser la méchante reine et de libérer sa sœur qui est retenue prisonnière.

## Fiche technique
- Titre français : La Reine des hommes-poissons[1]
- Titre original italien : La regina degli uomini pesce[2]
- Réalisateur : Sergio Martino
- Scénario : Sergio Donati
- Photographie : Roberto Girometti
- Montage : Alberto Moriani (it)
- Musique : Luigi Ceccarelli
- Décors : Massimo Antonello Geleng
- Costumes : Debora Pagano
- Production : Marco Grillo Spina
- Société de production : Dania Film, Globe Films
- Pays de production :  Italie
- Langue originale : italien
- Format : Couleurs
- Durée : 94 minutes
- Genre : film d'aventures fantastique
- Date de sortie :
  - Italie : 1er janvier 1995

## Distribution
- Giuliano Gensini : Amanda Marvin
- Ramona Badescu : La Reine
- Michael Velez : Edmond Rackham
- Donald Hodson : Socrate